# Neuenhof
Neuenhof é uma comuna da Suíça, no Cantão Argóvia, com cerca de 7.751 habitantes. Estende-se por uma área de 5,37 km², de densidade populacional de 1.443 hab/km². Confina com as seguintes comunas: Baden, Fislisbach, Killwangen, Oberrohrdorf, Wettingen, Würenlos.
A língua oficial nesta comuna é o Alemão.